# Chiloscyllium hasseltii
Chiloscyllium hasseltii är en hajart som beskrevs av Pieter Bleeker 1852. Chiloscyllium hasseltii ingår i släktet Chiloscyllium och familjen Hemiscylliidae. IUCN kategoriserar arten globalt som nära hotad. Inga underarter finns listade i Catalogue of Life. Det svenska trivialnamnet brunbandad bambuhaj förekommer för arten.